# Judy Norton
Judy Norton (Santa Mónica, California, 29 de enero de 1958) es una actriz y directora de teatro estadounidense, conocida por interpretar a Mary Ellen Walton en The Waltons.

## Biografía
Nació en Santa Mónica, California. Taylor se casó con Randy Apostle en 1991 y tuvieron un hijo, Devin, antes de divorciarse. 
En un esfuerzo por sacudir su imagen "familiar", Norton Taylor posó desnuda para la revista Playboy en 1985. En la actualidad está casada con Robert Graves, y conmuta entre los EE. UU. y Canadá. En los EE. UU., trabaja en teatro y televisión. Mientras que en Canadá, ella y su marido administran una cadena de teatros. Norton Taylor pertenece a la cienciología.

## Filmografía
- Hotel (1967)
- Felony Squad (1968)
- Valentine (1979)
- The Homecoming: A Christmas Story (1971)
- The Waltons (1971–1981)
- Family Feud (1979)
- Battle of the Network Stars (1979)
- Battle of the Network Stars (1980)
- Kraft Salutes Disneyland's 25th Anniversary (1980)
- Password Plus and Super Password (1980)
- Battle of the Network Stars (1981)
- A Day for Thanks on Walton's Mountain (1982)
- Mother's Day on Waltons Mountain (1982)
- A Wedding on Walton's Mountain (1982)
- The Love Boat (1982)
- Circus of the Stars (1983)
- Circus of the Stars (1984)
- Super Password (1984)
- Crosswits (1987)
- A Walton Thanksgiving Reunion (1993)
- A Walton Wedding (1995)
- A Walton Easter (1997)
- Millennium (1997)
- The Lost Daughter (1997)
- The Inspectors (1998)
- Stargate SG-1 (1998)
- A Twist of Faith (1999)
- Beggars and Choosers (1999–2000)
- Ed (2000)
- Hollywood Off Ramp (2000)